# Shun Nishime
Shun Nishime (西銘 駿 Nishime Shun?) (20 de febrero de 1998, Uruma, Prefectura de Okinawa, Japón es un actor y modelo japonés representado por la agencia Oscar Promotion. Es conocido por ganar en 2014 el Gran Premio del 27.º Junon Super Boy Contest, y por ser el protagonista en 2015 y 2016 de la serie Kamen Rider Ghost.

## Biografía
Nishime nació en 1998 en la prefectura de Nagano. Durante su infancia, se mudó a Okinawa. Tras graduarse de primaria, se mudó a Tokio para convertirse en actor. Mientras lo intentaba, vivió en casa de su tía y asistió a la secundaria en Tokio. En 2014, ganó el Gran Premio del 27.º Junon Super Boy Contest, mientras se encontraba en segundo curso de secundaria.
En 2015 fue elegido para protagonizar Kamen Rider Ghost, convirtiéndose en el segundo Rider protagonista más joven empatado con Takeru Satō (Kamen Rider Den-O).

## Filmografía

### Televisión
| Año  | Título            | Papel                              | Emisora  | Notas                                 |
| ---- | ----------------- | ---------------------------------- | -------- | ------------------------------------- |
| 2015 | Kamen Rider Ghost | Takeru Tenkūji / Kamen Rider Ghost | TV Asahi | Protagonista                          |
| 2018 | Kamen Rider Zi-O  | Takeru Tenkūji / Kamen Rider Ghost | TV Asahi | Estrella invitada (Episodios 13 y 14) |